# Sailor Moon R movie
Pretty Soldier Sailor Moon R The Movie (劇場版 美少女戦士セーラームーンＲ Gekijōban Bishōjo Senshi Sērā Mūn Āru?, en inglés The Promise of the Rose) es la primera película de la serie de anime Sailor Moon. Basada en la segunda temporada, Sailor Moon R, conocida en España como: Sailor Moon R: La Leyenda de la Reina Xenian y en Latinoamérica como: Sailor Moon R: La Promesa de la Rosa.

## Argumento
Fiore es un extraterrestre que vuelve a la Tierra a buscar a Mamoru Chiba tras haberlo conocido años antes, cuando ambos aún eran niños. Si bien él afirma ser sólo un amigo de la joven, Usagi Tsukino y las demás Sailor Senshi dudan acerca de las verdaderas intenciones del recién llegado; hasta que Mamoru finalmente es raptado por Fiore y llevado a su planeta. Las Sailor Senshi se ven entonces en la necesidad de enfrentarse a Fiore y a sus tropas de flores malignas (unas flores con la habilidad de adoptar una apariencia humanoide) para salvar al joven. Más tarde, las jóvenes heroínas logran descubrir que Fiore en realidad no está actuando por sí mismo, sino que ha sido poseído y engañado por Kisenian; una malvada criatura cuyo objetivo es manipular a Fiore para que este la ayude a hacer estrellar un meteorito contra el planeta Tierra.
Después de que Kisenian es derrotada y Fiore finalmente liberado, el meteorito en el que este viajaba todavía se dirige rápidamente en curso de colisión hacia la Tierra. A la protagonista Usagi Tsukino, como la justiciera "Sailor Moon", no le queda entonces más remedio que asumir su forma más poderosa como la Princesa Serenity e invocar el máximo poder del Cristal de Plata a cambio de su propia vida, para así evitar la colisión. Tras su muerte, un arrepentido Fiore le da a Mamoru la esencia de la Flor de la Vida, con la cual reviven a la joven y, tras despedirse del joven alienígena, todos regresan sanos y salvos a casa.

## Personajes nuevos

### Fiore
Fiore (フィオレ Fiore?, literalmente "flor" en idioma italiano) es un ser alienígena con quien Mamoru Chiba entabló una gran amistad cuando ambos aún eran niños. Poco después del accidente que ocasionó la muerte de los padres de Mamoru, ambos se conocieron en el jardín del hospital. Secretamente, se hicieron grandes amigos; pero al descubrir que la atmósfera de la Tierra le era perjudicial, Fiore decidió partir. Antes de irse, sin embargo, recibió del pequeño Mamoru una rosa como regalo de despedida. Conmovido, le prometió entonces al niño que regresaría algún día, para traerle la flor más hermosa que fuera capaz de encontrar. Convertido ya en un adulto, al igual que Mamoru, Fiore aparece nuevamente para buscar a su antiguo amigo; sólo para descubrir ahora la relación que este sostiene con la protagonista de la serie, Usagi Tsukino (alias Sailor Moon). Los celos de Fiore, así como su decisión de atacar la Tierra si es necesario, con tal de separar a Usagi y a Mamoru, desatan un intenso combate entre este y todas las Sailor Senshi.
Ataques:
- Espadazo
- Convocación de las Kisenian
- Energía oscura
- Teleportación

### Flor Kisenian
La Flor Kisenian (キセニアン Kisenian?), quien es la verdadera villana de la película, es una criatura extraterrestre de apariencia similar a una especie de flor humanoide, que sólo puede sobrevivir mediante la destrucción de planetas. Posee un ejército de criaturas similares a ella, así como la habilidad de controlar los corazones de otros seres para que también la sirvan en sus propósitos.

## Cronología
La película se sitúa en algún momento indefinido de la segunda temporada de la primera adaptación de anime, durante el arco Sailor Moon R, puesto que ya se encuentra presente el personaje de Chibiusa o "Rini" (propio de dicha saga); o posiblemente en algún momento antes de que esta regrese temporalmente a su verdadero hogar en el siglo 30 (tras la derrota del grupo Black Moon, según las circunstancias) y antes de su posterior retorno al siglo XX como parte de su entrenamiento como una nueva Sailor Senshi (en la temporada siguiente). Sin embargo, los sucesos de la película se contradicen con algunos episodios de la serie puesto que, de algún modo, aquí Usagi y Mamoru no se encuentran temporalmente separados, a diferencia de como ocurre en la versión del primer anime. Por otra parte, curiosamente, Fiore es un extraterrestre notablemente similar a los alienígenas Ail y Ann, dos antagonistas que también son exclusivos de la versión de la primera adaptación animada.

## Recepción
Se puede señalar que "La Promesa de la Rosa" es la más dramática de las tres películas de la serie (siendo las otras dos "El Amor de la Princesa Kaguya" y "El agujero Negro de los Sueños"), ya que en un momento Usagi (Sailor Moon) muere cuando su Cristal de Plata es destruido, y sólo revive gracias a la esencia de la flor de la vida que Fiore le regala a Mamoru en cumplimiento de su promesa. Por esta razón, la película genera momentos de mayor tensión e incertidumbre comparada con los otros largometrajes, al retratar la muerte (si bien temporal) de la principal protagonista de la historia.

## Reparto
| Personaje                                                                                             | Nombre original                             | Actor de Voz (Japón)           | Actor de Voz (España)     | Actor de Voz (Latinoamérica)           |
| --- | ------------------------------------------- | ------------------------------ | ------------------------- | -------------------------------------- |
| Bunny Tsukino / Guerrero Luna Serena Tsukino / Sailor Moon                                            | Usagi Tsukino / Sailor Moon                 | Kotono Mitsuishi               | Adelaida López            | Patricia Acevedo                       |
| Ami Mizuno / Guerrero Mercurio Amy Mizuno / Sailor Mercury                                            | Ami Mizuno/Sailor Mercury                   | Aya Hisakawa                   | Ana Maria Marí            | Rossy Aguirre                          |
| Ray Hino / Guerrero Marte Rei Hino / Sailor Mars                                                      | Rei Hino/Sailor Mars                        | Michie Tomizawa                | Pepa Agudo                | Mónica Manjarrez                       |
| Patricia Kino / Guerrero Jupiter Lita Kino / Sailor Jupiter                                           | Makoto Kino/Sailor Jupiter                  | Emi Shinohara                  | Alicia Sainz de la Maza   | Araceli de León                        |
| Carola Aino / Guerrero Venus Mina Aino / Sailor Venus                                                 | Minako Aino/Sailor Venus                    | Rika Fukami                    | Beatriz Acaso             | María Fernanda Morales                 |
| Armando Chiba / Señor del Antifaz Darien Chiba / Tuxedo Mask Armando Chiba (niño) Darien Chiba (niño) | Mamoru Chiba/Tuxedo Mask Mamoru Chiba (kun) | Tohru Furuya Megumi Ogata      | Mario Arenas Pepa Agudo   | Gerardo Reyero Patricia Acevedo (Niño) |
| Chibiusa Tsukino Rini Tsukino                                                                         | Chibiusa                                    | Kae Araki                      | Isabel Fernández Avanthay | Vanessa Garcel                         |
| Luna                                                                                                  | Luna                                        | Keiko Han                      | Beatriz Acaso             | Rocío Garcel                           |
| Artemis                                                                                               | Artemis                                     | Yasuhiro Takato                | Esteban Massana           | Salvador Delgado                       |
| Fiore Fiore (niño)                                                                                    | Fiore Fiore (kun)                           | Hikaru Midorikawa Tomoko Maruo | Esteban Massana           | Benjamín Rivera                        |
| Flor Xenian                                                                                           | Ksenian Flower                              | Yumi Touma                     | Pepa Agudo                | Norma Echevarría                       |

## Banda sonora
- La banda sonora de esta película incluye la canción "Moon Revenge".

## Enlaces
- http://www.sailormusic.net

- Datos: Q636444